# Lyrocarpa
Lyrocarpa là chi thực vật có hoa trong họ Cải.